# David Cruz
David Cruz (San José, 1982) Poeta, narrador y periodista. 

## Biografía
Considerado uno de los poetas más relevantes de la nueva poesía latinoamericana. Cruz estudió periodismo en su país natal y obtuvo un master en escritura creativa en la Universidad de Texas At El Paso. Además cursa un doctorado en la Universidad de Washington en Seattle donde imparte clases.
Ha publicado tres libros de poesía, entre otros reconocimientos obtuvo el Premio Internacional de Poesía Manuel Acuña 2020 y finalista del Montreal International Poetry Prize 2020.

## Premios y reconocimientos
Ha recibido numerosos galardones por su obra poética, destacando 
- Premio Internacional de poesía Manuel Acuña 2020 por el libro Lazarus, que otorga anualmente el estado de Cohauila en México.[9][3]

- Finalista de Montreal Internacional Poetry Prize 2020  por el poema Cesár Vallejo Will Never See Winter Again (Paris in Two Voices), premio otorgado en inglés por McGill University, Montreal Canadá.[8]

- VII Premio Mesoamericano de Poesía “Luis Cardoza y Aragón 2011 por el libro Lazarus, que otorga la embajada de México en Guatemala.[10][11]

- Premio Nacional Joven Creación 2005 por el libro Natación nocturna, Editorial Costa Rica.[12]

## Obra
Su poesía es una de las más reconocidas dentro de las nuevas generaciones de poetas costarricenses y se destaca por introducir elementos tecnológicos, poshumanismo y cultura pop dentro de su obra poética. Su estilo de un lenguaje de realismo abstracto profundo entre lo experimental y lo tradicional.
Su obra ha sido traducida parcialmente al inglés, japonés, italiano, portugués y al francés. Y ha sido incluido en más de una decena de antologías.

## Libros
- A ella le gusta llorar mientras escucha The Beatles (Valparaiso Ediciones, Granada, 2013; 2ª ed. ampliada 2017)[22]
- She likes to cry while listening to The Beatles (Valparaíso Ediciones USA, Tennessee, 2017)[18]
- Trasatlántico (Editorial Cultura, Guatemala, 2011, 2ª ed. Editorial Costa Rica, San José 2015)[11]
- Natación nocturna (Editorial Costa Rica, San José, 2005)

- Cine Fractal Antología 2005 2023 (New Aleph, Seatle, 2005)

## Antologías
- REGIÓN. Antología del cuento político latinoamericano”. Ediciones Interzona Buenos Aires, 2011.[23]
- Poesía del Encuentro. Antología del VII Encuentro Internacional de Escritores. Media Isla Editores, Miami, 2010. ISBN 978-0-557-57083-6
- Sostener la palabra Antología de poesía costarricense contemporánea. Ediciones arboleda, 2007.
- Lunadas poéticas. Editorial Andrómeda, San José (Costa Rica), 2006.[24]